# Movimento religioso
Movimento religioso é um grupo de pessoas ou entidades que se reúnem para defesa de ideais religiosos ou para o desenvolvimento de atividades religiosas.
Por norma, costumam ser associações de fiéis católicos e atuam sem fins lucrativos.